# Pardosa chapini
Pardosa chapini är en spindelart som först beskrevs av Fox 1935.  Pardosa chapini ingår i släktet Pardosa och familjen vargspindlar. Inga underarter finns listade i Catalogue of Life.